# Ecclisopteryx dalecarlica
Ecclisopteryx dalecarlica är en nattsländeart som beskrevs av Friedrich Anton Kolenati 1848. Ecclisopteryx dalecarlica ingår i släktet Ecclisopteryx, och familjen husmasknattsländor. Enligt den finländska rödlistan är arten sårbar i Finland. Enligt den svenska rödlistan är arten nära hotad i Sverige. Arten förekommer i Götaland, Svealand, Nedre Norrland och Övre Norrland. Artens livsmiljö är älvar och åar.